# Földiszalakóta-félék
A földiszalakóta-félék (Brachypteraciidae) a madarak osztályának szalakótaalakúak (Coraciiformes) rendjébe tartozó család.

## Elterjedésük
Valamennyi faj kizárólag Madagaszkár szigetén honos.
A hosszúfarkú földiszalakóta (Uratelornis chimaera) kivételével (mely a sziget délnyugati részén található száraz bozótosok lakója) valamennyi faj erdőlakó.

## Megjelenésük
Közepes termetű madarak, rövid, lekerekített szárnyakkal. Lábuk jól fejlett, ami a részleges talajlakó életmódhoz való alkalmazkodás miatt alakult ki.
Valamennyi faj csőre erős és gyengén lefelé hajlott.

## Életmódjuk
A közeli rokon szalakótafélék (Coraciidae) családjába sorolt fajokkal ellentétben a földiszalakóták idejük java részét a földön töltik. 
Fákra többnyire csak veszély esetén, vagy éjszakázni szálnak fel, bár a szalagos földiszalakóta (Brachypteracias leptosomus) fákon is költ.
Az erdő vagy a bozótos talaján kutatnak nagyobb rovarok és egyéb ízeltlábúak, valamint apróbb hüllők után.
Eléggé rejtett életmódú fajok, legfeljebb kiáltásaik alapján lehet tartózkodási helyükre következtetni.
Emiatt alig kutatott madarak és életmódjuk és szaporodási szokásaik jórészt ismeretlenek ma is.

## Rendszerezés
A családot Charles Lucien Jules Laurent Bonaparte francia ornitológus írta le 1854-ben, az alábbi 4 nem és 5 faj tartozik
- Brachypteracias  Lafresnaye, 1834 – 1 faj 
  - szalagos földiszalakóta (Brachypteracias leptosomus)

- Geobiastes  Sharpe, 1871 – 1 faj
  - pikkelyes földiszalakóta (Geobiastes squamiger)

- Uratelornis Rothschild, 1895 – 1 faj 
  - hosszúfarkú földiszalakóta (Uratelornis chimaera)

- Atelornis  Pucheran, 1846 – 2 faj 
  - kékfejű földiszalakóta (Atelornis pittoides)
  - pettyesbegyű földiszalakóta vagy vörhenyesfejű földiszalakató (Atelornis crossleyi)